# Tim Scott (Politiker)

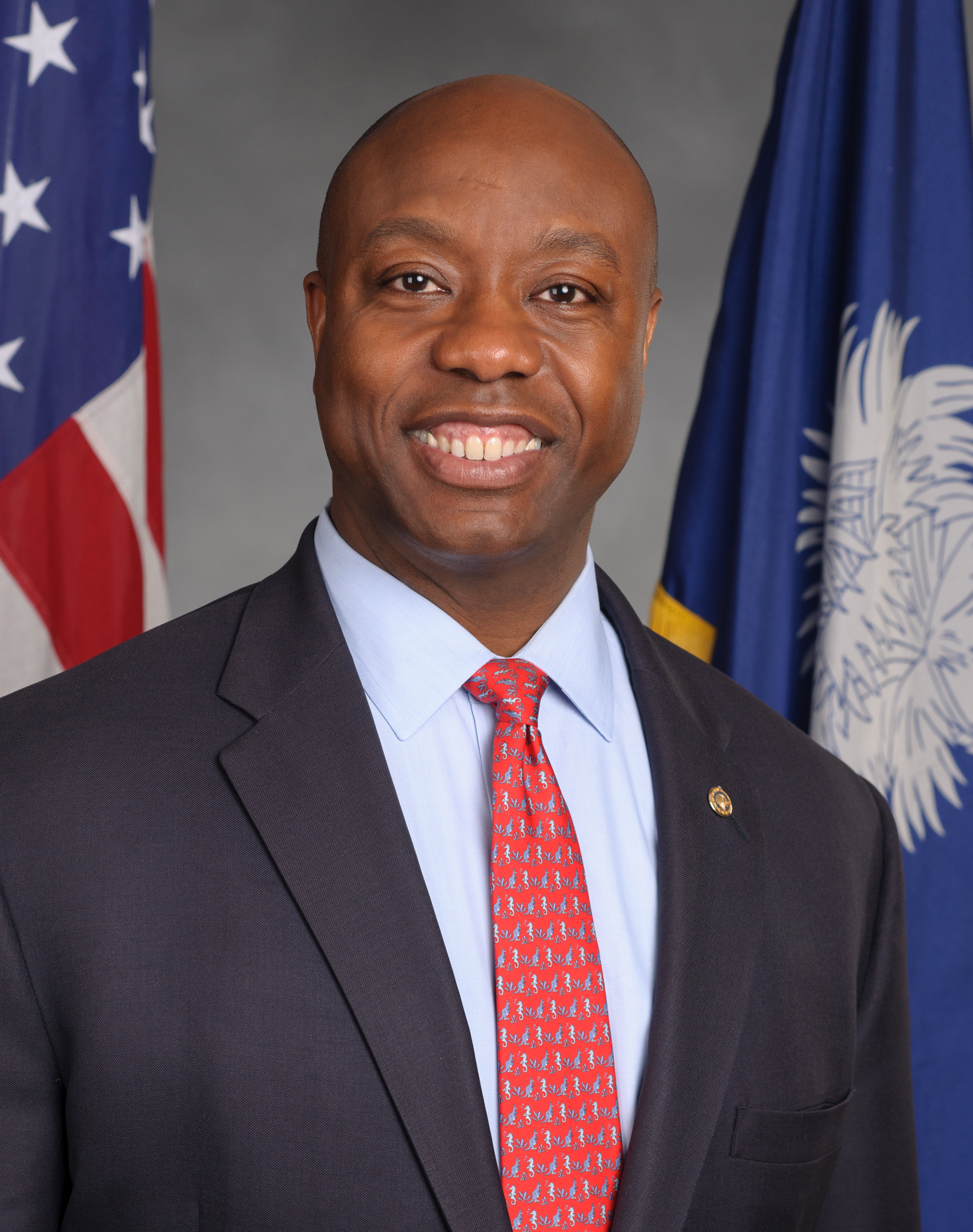
Tim Scott (2013)

Timothy Eugene „Tim“ Scott (* 19. September 1965 in Charleston, South Carolina) ist ein US-amerikanischer Politiker der Republikanischen Partei. Seit 2013 ist er Mitglied des US-Senats.
Scott trat 2023 als Kandidat für die republikanischen Vorwahlen der Präsidentschaftswahl 2024 an. Er zog die Kandidatur am 12. November 2023 zurück.

## Werdegang

### Familie, Weltanschauung, Ausbildung und Beruf
Als Scott sechs Jahre alt war, trennten sich seine Eltern. Er wurde von seiner Mutter aufgezogen und wuchs in ärmlichen Verhältnissen auf.
Scott besuchte in den Jahren 1983 und 1984 das Presbyterian College in Clinton, South Carolina. Danach studierte er bis 1988 an der Charleston Southern University unter anderem das Fach politische Wissenschaften. Anschließend wurde er Besitzer einer Versicherungsfirma; außerdem war bzw. ist er als Finanzberater tätig. Scott ist Besitzer einer Versicherungsagentur sowie Partner der Firma Pathway Real Estate Group. Er ist Mitglied der Seacoast Church, einer großen evangelikalen Kirche in Charleston. Seit 2024 ist er mit der Innenarchitektin Mindy Scott verheiratet.

### Regionalpolitik in South Carolina
Politisch schloss er sich der Republikanischen Partei an. Zwischen 1995 und 2008 gehörte er dem Bezirksrat im Charleston County an, dessen Vorsitz er im Jahr 2007 übernahm. Im Jahr 1996 kandidierte er erfolglos für den Senat von South Carolina. In den Jahren 2009 und 2010 war er Abgeordneter im Repräsentantenhaus seines Staates. Er war nach mehr als 100 Jahren der erste afroamerikanische Republikaner, der in South Carolina in dieses Gremium gewählt wurde.

### US-Kongress
Bei den Kongresswahlen des Jahres 2010 wurde Scott im ersten Wahlbezirk von South Carolina in das US-Repräsentantenhaus in Washington, D.C. gewählt, wo er am 3. Januar 2011 die Nachfolge des nicht mehr kandidierenden Henry E. Brown antrat. Er war damit der erste afroamerikanische Kongressabgeordnete der Republikanischen Partei aus South Carolina seit 1901. Bei seiner Wahl wurde er von Teilen der Tea-Party-Bewegung unterstützt. Im Kongress ist er Mitglied im Geschäftsordnungsausschuss und in einem Unterausschuss. Bei den Kongresswahlen 2012 setzte er sich mit 62:35 Prozent der Stimmen gegen die Demokratin Bobbie Rose durch.
Nach dem Rücktritt von Senator Jim DeMint am 17. Dezember 2012 wurde Scott von Gouverneurin Nikki Haley zu DeMints Nachfolger bestimmt. Am 2. Januar 2013 wurde er als Senator aus South Carolina vereidigt. Scott hatte das Amt zunächst bis zur Nachwahl im November 2014 inne, die er auch gewann. Er war damit der erste afroamerikanische Senator aus den Reihen der Republikaner seit Edward Brooke, dessen Amtszeit 1979 endete, und einige Monate lang der einzige afroamerikanische Senator im 113. Kongress. Bei den Wahlen 2016 wurde er erneut in seinem Amt bestätigt. Scott wurde auch 2022 wiedergewählt.
Bei Joe Bidens erster Rede vor einer gemeinsamen Sitzung des Kongresses im April 2021 hielt Scott die republikanische Gegenrede, in welcher er unter anderem die Erfolge bei der Impfkampagne gegen die COVID-19-Pandemie und der Wiederbelebung der Wirtschaft der Leistung von Joe Bidens Vorgänger Donald Trump und den überparteilichen Rettungspaketen zuschrieb.

### Präsidentschaftskandidatur
Am 19. Mai 2023 kündigte Scott seine Kandidatur für die Präsidentschaftswahl 2024 an. Diese wurde von den Senatoren Mike Rounds und John Thune (beide aus South Dakota) unterstützt. Da Scott in Umfragen weit zurücklag, zog er am 12. November 2023 seine Bewerbung zurück.